# Яров, Курбан
Курбан Яров (тадж. Ёров Қурбон; 1911 год — 22 марта 1981 года) — директор Орджоникидзеабадской МТС Орджоникидзеабадского района Таджикской ССР. Герой Социалистического Труда (1957).
С 1939 года — член ВКП(б). С 1942 году участвовал в Великой Отечественной войне. После демобилизации в 1945 году возвратился в Таджикистан. Трудился агрономом Регарской МТС, начальником земельного отдела Регарского и Орджоникидзеабадского районов, старшим агрономом МТС города Чкаловска, директором Орджоникидзеабадской МТС.
Указом Президиума Верховного Совета СССР от 17 января 1957 года «за выдающиеся успехи, достигнутые в деле развития советского хлопководства, широкое применение достижений науки и передового опыта в возделывании хлопчатника и получение высоких и устойчивых урожаев хлопка-сырца» удостоен звания Героя Социалистического Труда с вручением Ордена Ленина и золотой медали Серп и Молот.
В последующие годы — руководитель объединения «Таджиксельхозтехника» Орджоникидзеабадского района. С 1968 года — агроном, старший агроном, инженер в центральном аппарате Государственного комитета сельскохозяйственного машиностроения Таджикской ССР.
Скончался в марте 1981 года.
Награды
- Герой Социалистического Труда
- Орден Ленина
- Орден Трудового Красного Знамени